# Urueñas
Urueñas ist ein Ort und eine nordspanische Gemeinde (municipio) mit 98 Einwohnern (Stand: 2024) in der Provinz Segovia in der Autonomen Gemeinschaft Kastilien-León. Neben dem Hauptort Urueñas gehören die Wüstungen El Barrio, Santa María del Balsamo und Valdigomez zur Gemeinde. 

## Lage und Klima
Die Gemeinde Urueñas liegt etwa 53 km (Fahrtstrecke) nordnordöstlich von Segovia in einer mittleren Höhe von ca. 1050 m. Das Klima ist im Winter rau, im Sommer dagegen gemäßigt bis warm; Regen (ca. 656 mm/Jahr) fällt übers Jahr verteilt.

## Bevölkerungsentwicklung
| Jahr      | 1970 | 1981 | 1991 | 2001 | 2011 | 2021 |
| Einwohner | 382  | 170  | 137  | 111  | 113  | 104  |

## Sehenswürdigkeiten
- Johannes-der-Täufer-Kirche (Iglesia de San Juan Bautista)
- Christuskapelle

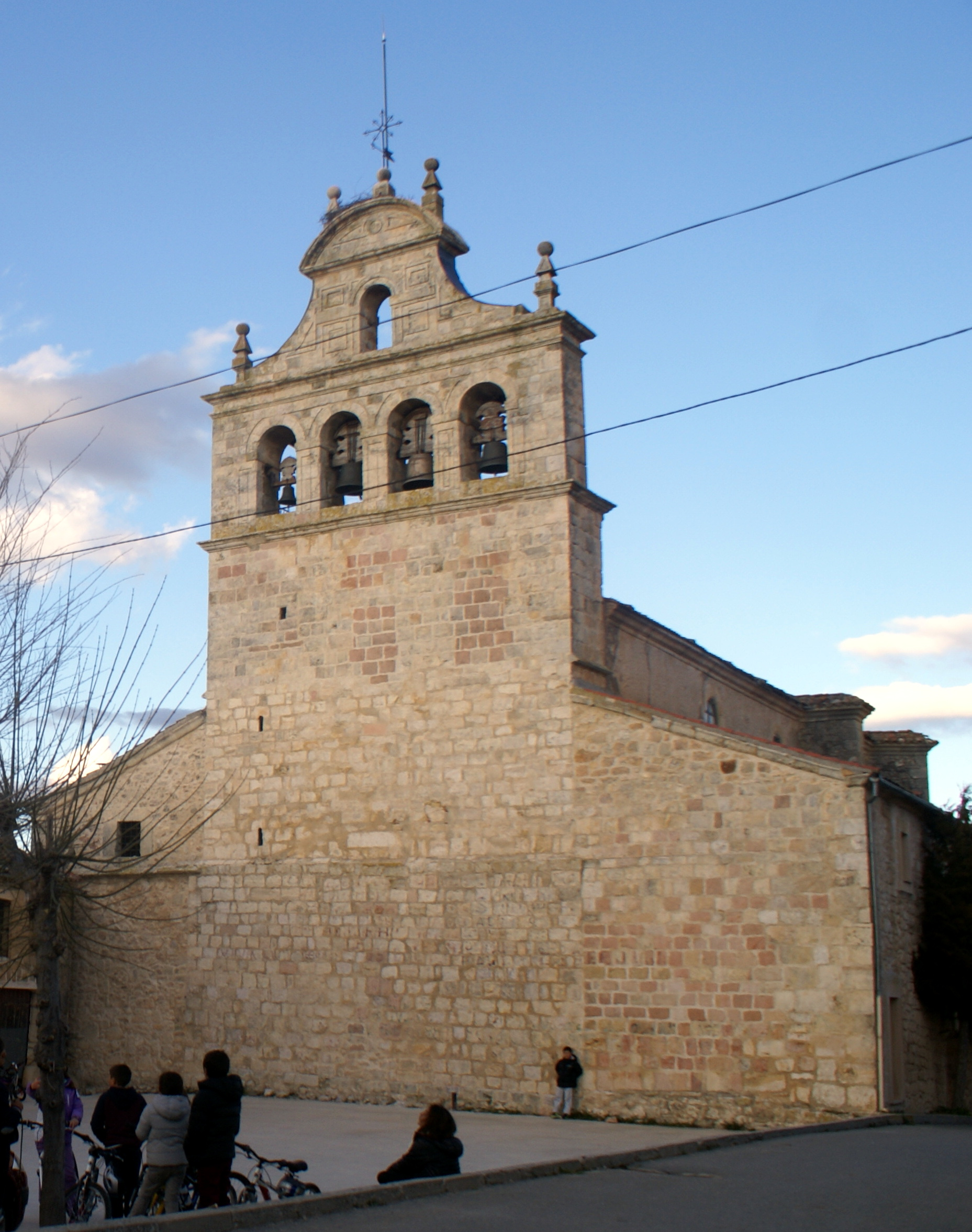
Johannes-der-Täufer-Kirche
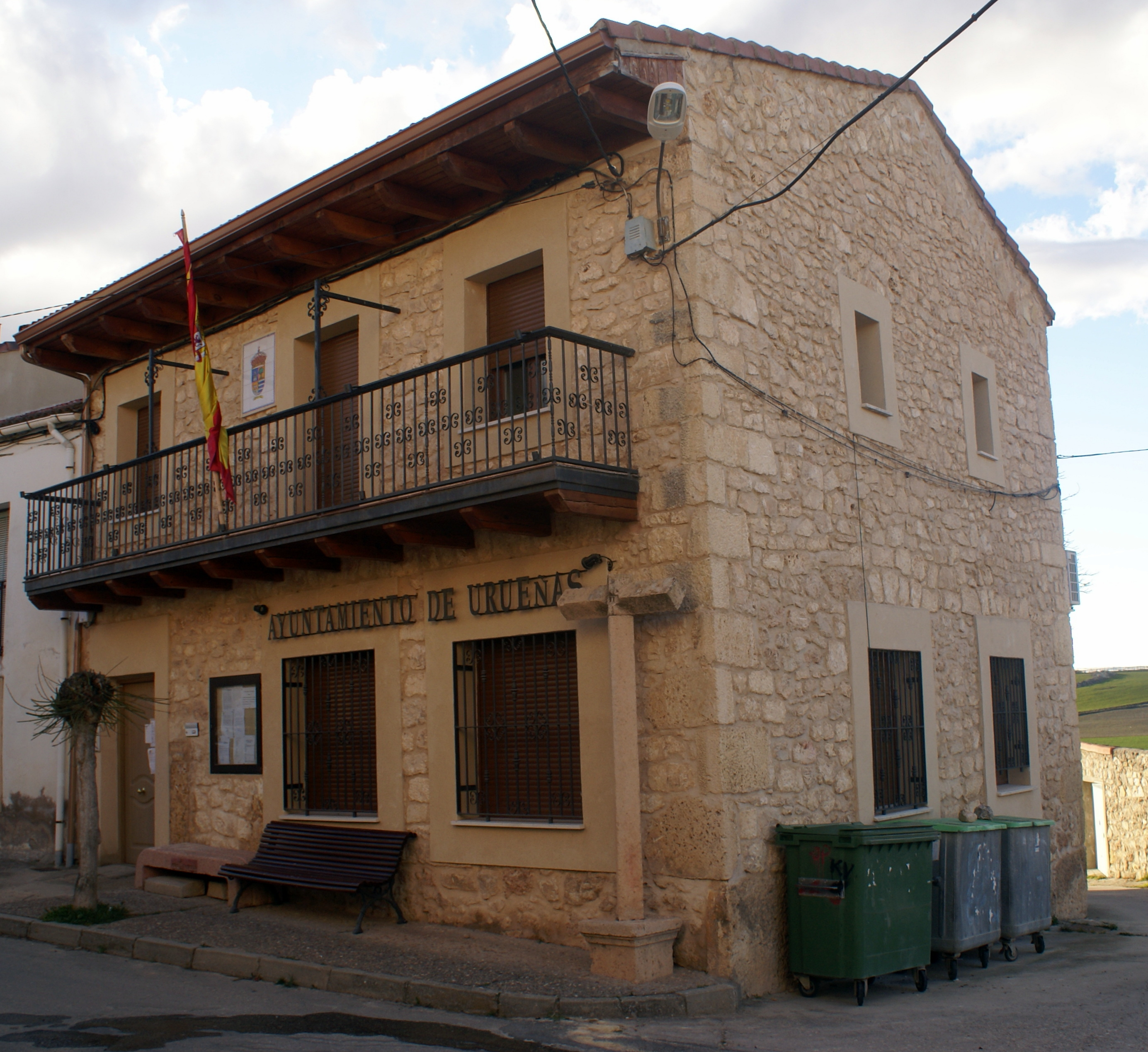
Rathaus
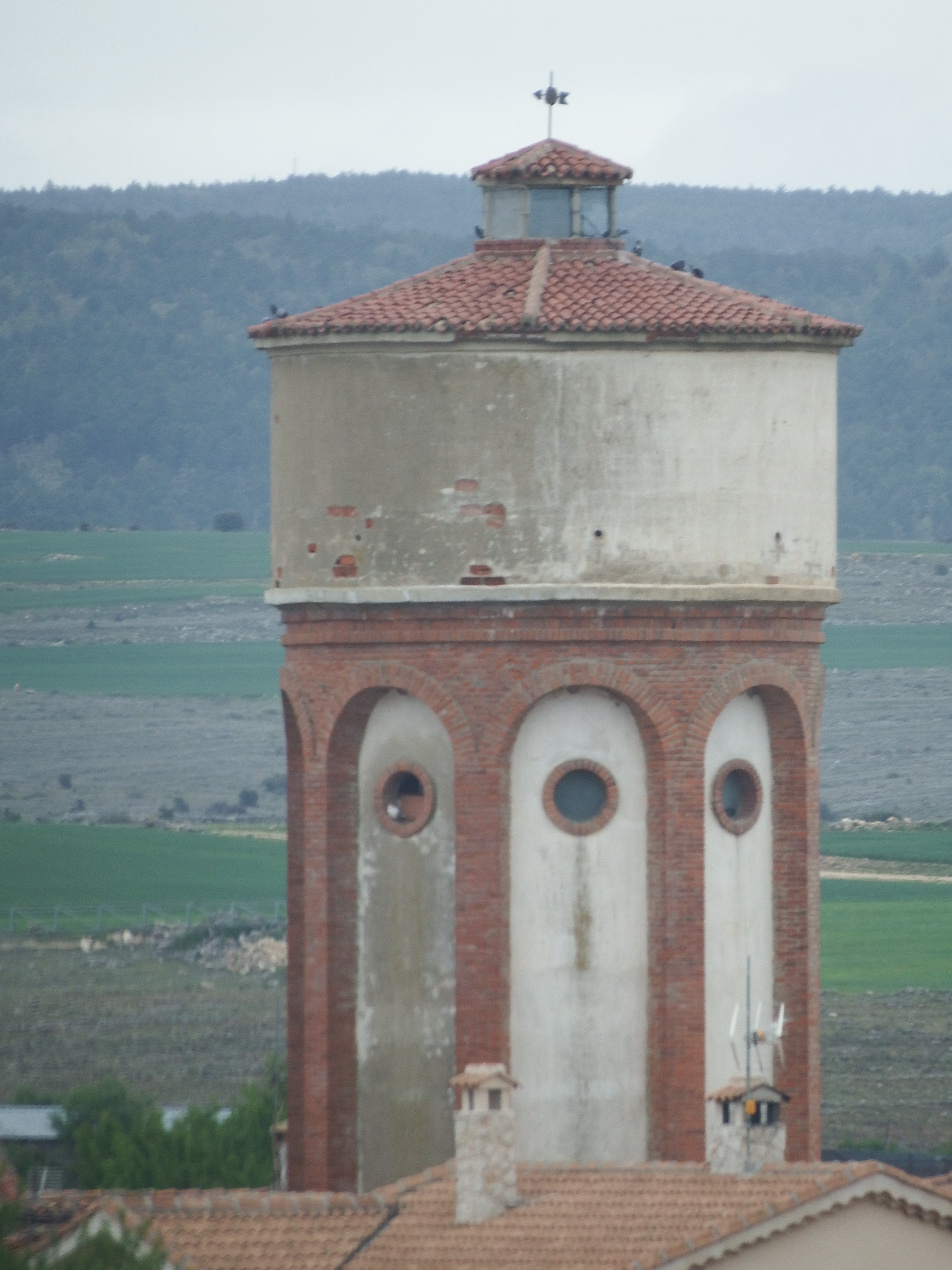
Wasserturm